# Чевгуз Парасковія Сергіївна
Чевгуз Парасковія Сергіївна (1915, Чаша — 1981, Куянівка
) — передовик сільського господарства Української РСР, ланкова[що?] Буринського цукрорадгоспу, Герой Соціалістичної Праці (1948).

## Біографія
Чевгуз Парасковія Сергіївна народилась 1915 року в селі Чаша (в 1967—1971 роках приєднане до Михайлівки) Буринського району Сумської області в селянській родині. На долю випали тяжкі випробування. Пройшла крізь страждання Голодомору 1932—1933 та 1946—1947, Другої світової війни. До 1950 року проживала в селі Чаша, прославляючи працею рідну землю. Потім переїхала в Білопільський район, де працювала ланковою рільничої бригади в радгоспі Куянівського цукрокомбінату. Померла 1981 року в селі Куянівка Білопільського району.

## Трудові досягнення
1943 року очолила ланку артілі  села Чаша Буринського району. 1947 року отримала 30,12 центнерів з 1 га зернових. 1950 року — по 31 центнеру буряконасіння з 1 га .

## Відзнаки і нагороди
1948 — у Києві отримала високі нагороди — орден Леніна і Золоту медаль Героя Соціалістичної Праці.
1950 — у Києві отримала другий орден Леніна.